# Gamma Piscis Austrini
Gamma Piscis Austrini (γ Piscis Austrini, förkortat Gamma PsA, γ PsA) som är stjärnans Bayerbeteckning, är en dubbelstjärna belägen i den sydöstra delen av stjärnbilden Södra fisken. Den har en kombinerad skenbar magnitud på 4,45 och är synlig för blotta ögat där ljusföroreningar ej förekommer. Baserat på parallaxmätning inom Hipparcosuppdraget på ca 15,1 mas, beräknas den befinna sig på ett avstånd på ca 215 ljusår (ca 66 parsek) från solen. 

## Egenskaper
Primärstjärnan Gamma  Piscis Austrini A är en blå till vit stjärna i huvudserien av spektralklass A0 Vp(SrCrEu). Den har massa som är ca 2,6 gånger större än solens massa, en radie som är ca 2,6 gånger större än solens och utsänder från dess fotosfär ca 80 gånger mera energi än solen vid en effektiv temperatur av ca 10 800 K. 
Följeslagaren Gamma  Piscis Austrini B är en stjärna i huvudserien av spektralklass F5 V med en skenbar magnitud på 8,20. År 2010 var stjärnparet separerat med 4 bågsekunder vid en positionsvinkel på 255°.